# 山田本線料金所
山田本線料金所（やまだほんせんりょうきんじょ）はかつて宮城県仙台市太白区に存在した、仙台南部道路の本線料金所。仙台南部道路が全通した2001年（平成13年）8月1日から仙台南ICの立体交差化が完成した2004年（平成16年）2月24日までの3年間供用されていた。
立体交差化（ジャンクション化）を行うまでのつなぎの本線料金所であったため簡素な造りであった。

## 路線
- E48 仙台南部道路

## 料金所

### 東北道方面
- 仙台南ICまでの通行料金を収受する。なお東北自動車道へ入る車両は仙台南ICで再度通行券を受け取る。
- ブース数：2
- 一般のみ（ETCは利用不可）

### 仙台東部道路方面
- 東北自動車道経由で仙台南ICから仙台南部道路へ進入した車両への通行券発券を行う。
- ブース数：2
- 一般のみ（ETCは利用不可）